# Árpád Tordai
Árpád Ors György Tordai (sinh ngày 11 tháng 3 năm 1997) là một cầu thủ bóng đá người România thi đấu cho Viitorul Constanța ở vị trí thủ môn.

## Danh hiệu

### Câu lạc bộ
Viitorul Constanța
- Liga I: 2016–17